# کاستیلیونه دی جارفانیانا
کاستیلیونه دی جارفانیانا (به ایتالیایی: Castiglione di Garfagnana) یک کومونه در ایتالیا است که در استان لوکا واقع شده‌است.

## خصوصیات
کاستیلیونه دی جارفانیانا ۴۸ کیلومترمربع مساحت و ۱٬۸۷۷ نفر جمعیت دارد و ۵۴۵ متر بالاتر از سطح دریا واقع شده‌است.

## خواهرخوانده
شهر Isola خواهرخواندهٔ کاستیلیونه دی جارفانیانا هست.